# Кривко Сергій Володимирович
Сергій Володимирович Кривко (нар. 23 вересня 1951, Миколаїв) — український корабельний конструктор, головний конструктор Дослідно-проектного центру кораблебудування. Заслужений машинобудівник України.

## Життєпис
Батько — Володимир Ісідорович, капітан-механік, працював на Чорноморському суднобудівному заводі.
Мати — Клавдія Василівна, була старшим бухгалтером Миколаївського річкового порту.
У 1969 році став студентом Миколаївського інституту імені адмірала Макарова. Кваліфікація інженера кораблебудівника, яку він отримав, максимально наближена до професії військового інженера-моряка, в чому він пересвідчився надалі перебуваючи у морях на випробуваннях кораблів.
У 1973 році проходив плавальну практику на суднах Закордонного плавання де побачив країни Західної Європи, Заполяр'я, північ Західного Сибіру, Північний морський шлях.
У 1974 році перебував на військових зборах у Балтійському флоті.
Після закінчення інституту помічником майстра цеху добудови на ЧСЗ, а в 1975—1977 рр. був інженером-дослідником Миколаївської філії Центрального НДІ технології суднобудування.
З 1977 року є співробітником Миколаївської філії Північного ПКБ, яке було реорганізоване в 1990 році в Південне ПКБ Мінсудпрому СРСР, а в 1996 році в Дослідно-проектний центр кораблебудування.
У 1986 році його було призначено головним конструктором проєктів.

## Діяльність
Основним видом його діяльності була участь у створенні (проєктування, будівництво, випробування) військових кораблів для потреб Міністерства оборони СРСР, потім Міністерства оборони України та інших країн.
За проєктами, в яких він брав участь, були побудовані й експлуатуються кораблі в Україні, Росії, В'єтнамі, Туреччині, Казахстані, Узбекистані, Екваторіальній Гвінеї.
Зараз він керує проєктами, за якими здійснюється будівництво броньованих катерів 58155 «Гюрза-М» й Корвету 58250 для ВМС України.
За високі досягнення відзначений державними нагородами СРСР та України.
Підтримує зв'язки з alma mater. Деякі кафедри, або їхні викладачі беруть активну участь у різноманітних проєктах на підприємстві, де він працює.

## Сім'я
Усі члени сім'ї є випускниками Миколаївського кораблебудівного.
Дружина Тетяна закінчила інститут 1980 р., а нині очолює сектор загальносудових систем у ДП «ДПЦК».
Син Дмитро — IT-спеціаліст, випускник економічного факультету (2000 р.) завідує відділом у комп'ютерній фірмі в США.
Невістка Інна випускниця машинобудівного факультету (2000 р.) служить в армії США.
Донька Наталля у 2012 році на вечірньому факультеті НУК імені адмірала Макарова отримала другу вищу освіту, працює в банку.